# Coenosia taibaishanna
Coenosia taibaishanna este o specie de muște din genul Coenosia, familia Muscidae, descrisă de Xiaolong Cui și Wang în anul 1996.
Este endemică în Shaanxi. Conform Catalogue of Life specia Coenosia taibaishanna nu are subspecii cunoscute.